# Oleksi Almazov
Oleksi Almazov (en ukrainien : Олексій (Олександр) Дмитрович Алмазів) est un militaire ukrainien né à Kherson le 6 janvier 1885 du calendrier grégorien et mort en 13 décembre 1936 à Loutsk. Il fut l'un des généraux importants de l'Armée et le de la République populaire ukrainienne.

## Biographie
En 1907, il est diplômé de l'École d'artillerie Michel et devient officier d'artillerie de l'armée impériale russe. En 1917, il organise une division d'artillerie à Kiev, qui devient plus tard une partie de la 1ère division Zaporogue de l'Armée populaire ukrainienne. En janvier 1918, il participe aux combats près de Kiev, puis lors de la Première campagne d'hiver. En 1921, il part en exil pour la Tchécoslovaquie.

## Hommages
La 406e brigade d'artillerie navale ukrainienne porte son nom.